# Pseudozarba opellodes
Pseudozarba opellodes là một loài bướm đêm trong họ Noctuidae.